# Vincent-Lübeck-Gymnasium
Das Vincent-Lübeck-Gymnasium ist ein Gymnasium in der Hansestadt Stade.

## Geschichte

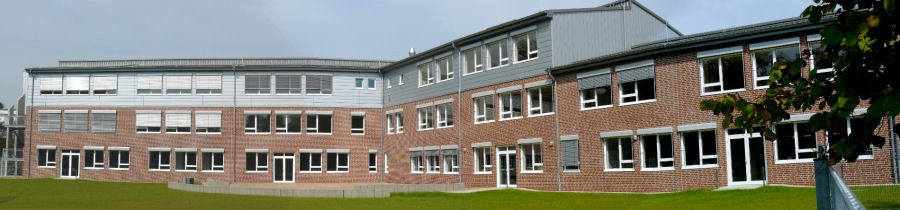
Der Anbau (2011)

Das heutige Vincent-Lübeck-Gymnasium wurde 1863 als „Städtische Töchterschule“ im Haus „An der Cosmae-Kirche 26“ in Stade gegründet. 1904 wurde aus der „Städtischen Töchterschule“ die „Höhere Mädchenschule Stade“, die wiederum 1912 zum Lyzeum wurde.
Aufgrund der Raumnot zog das Lyzeum 1929 vom Cosmae-Kirchhof in die Bahnhofstraße um, das Gebäude trägt heute den Namen Carl-Diercke-Haus und beherbergt mehrere Studien- und Ausbildungsseminare.
Ab 1930 war die Schule ein Oberlyzeum, das heißt eine „höhere Lehranstalt für die weibliche Jugend“, erst seit diesem Jahr ist der Schulabschluss das Abitur.
1957 benannte sich die Schule nach dem Organisten und Komponisten Vincent Lübeck in „Vincent-Lübeck-Schule“ um. Siebzehn Jahre später, 1974, zog die Schule von der Bahnhofstraße in ihr heutiges Gebäude in der Glückstädter Straße 4 um. Nötig war das, weil durch eine Umwidmung vom Mädchengymnasium zum koedukativen Gymnasium für Jungen und Mädchen auch der Raumbedarf gestiegen war.
Ihren heutigen Namen erhielt die Schule im Jahr 1994, seitdem heißt sie „Vincent-Lübeck-Gymnasium“.

## Das Vincent-Lübeck-Gymnasium heute

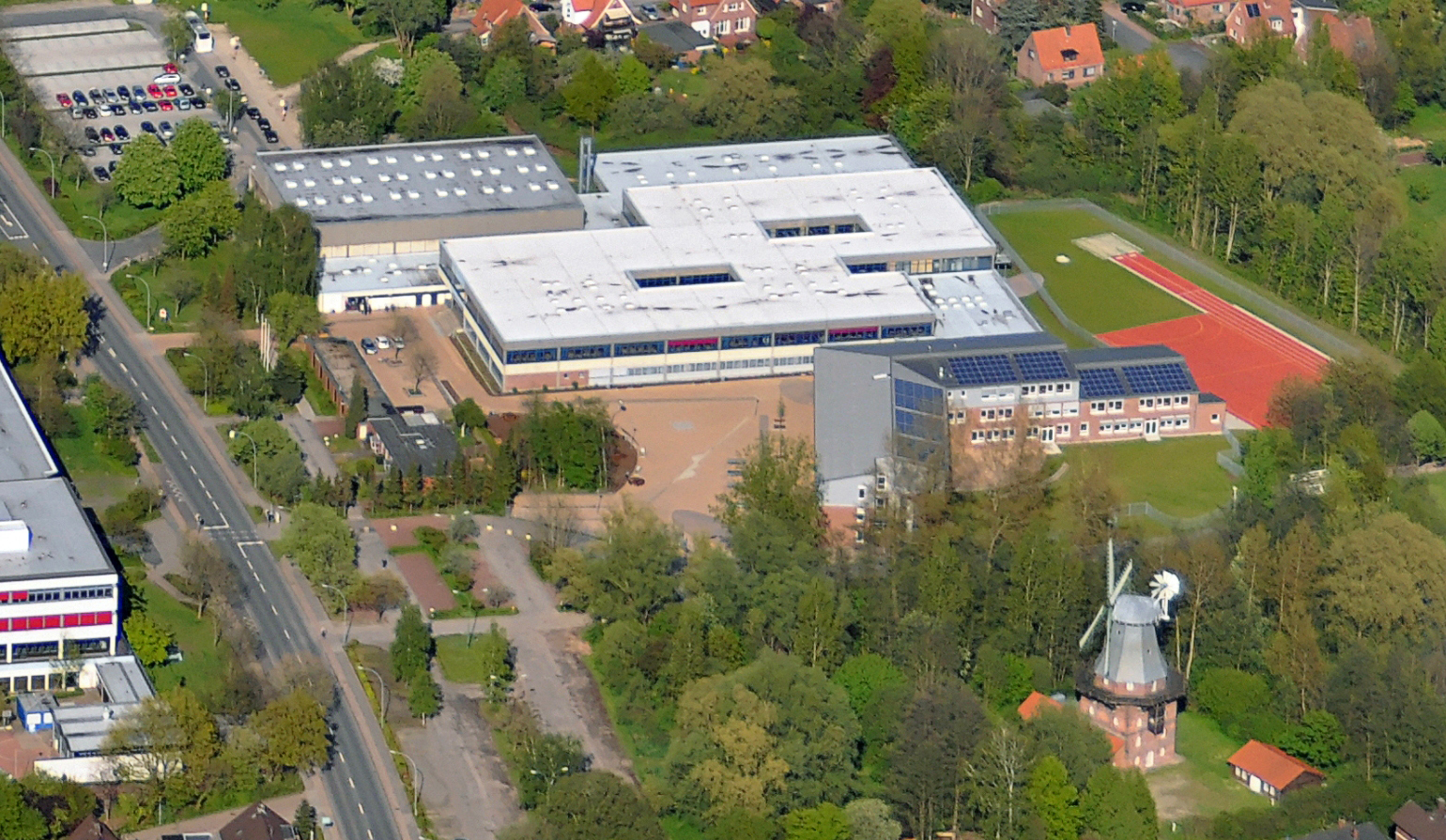
Luftbildaufnahme aus dem Jahr 2012; zur Schule gehört die Mühle am Schiffertor vorne rechts, dahinter der Neu- und der Altbau mit Sportplatz und Turnhalle

Nach der niedersächsischen Schulstrukturreform und der damit verbundenen Abschaffung der Orientierungsstufe wurden Schüler der Klassenstufen 5 bis 13 unterrichtet, die Schülerzahl stieg im Schuljahr 2010/11 auf eine Höchstzahl von rund 1.500. Mit dem Wegfall des 13. Jahrgangs durch die Oberstufenreform im Sommer 2011 verminderte sich die Schülerzahl auf ca. 1.330. Aus Platzmangel musste von 2004 bis 2011 eine Außenstelle im Stader Stadtteil Hahle eingerichtet werden, die mit der Einweihung des Anbaus im Juli 2011 nach sieben Jahren geschlossen wurde.
Die Bigband der Schule ist aufgrund ihrer professionellen Interpretationen von Jazz, Swing oder Soul häufig außerhalb der Schule im Einsatz. Regelmäßige Konzerte bei der amerikanischen Partnerschule in Denver gehören ebenso dazu wie die musikalische Begleitung des Sommerfestes der niedersächsischen Landesvertretung in Berlin.

## Begabtenförderung
Das Vincent-Lübeck-Gymnasium ist Teil des Stader Hochbegabten-Förderverbundes, ein Zusammenschluss mehrerer Schulen der Region, der sich das Ziel setzt, besonders begabte Schüler besser zu fördern. Der Kooperationsverbund wurde im Jahr 2004 vom Niedersächsischen Kultusministerium eingerichtet und unter anderem mit zusätzlichen Unterrichtsstunden unterstützt. Dem Verbund gehören noch fünf weitere Schulen im Landkreis Stade an: die Grundschulen Horneburg, Fredenbeck, Bockhorster Weg und Am Burggraben sowie das Gymnasium Athenaeum.

## Ökologischer Untersuchungsgarten

Der Weiher des ökologischen Untersuchungsgartens

Schräg gegenüber dem Hauptgebäude besitzt die Schule einen etwa drei Hektar großen ökologischen Untersuchungsgarten. Im Zentrum steht die gut ausgestattete Station mit naturwissenschaftlichem Labor. Gleich daneben liegt der Weiher, drum herum gibt es eine Streuobstwiese mit alten Obstsorten, Gemüsebeete, einen Bruchwald, Wiesen mit Untersuchungsgräben, Bienenstöcke und ein Gewächshaus. All dies wurde 1987 für alle Schulen der Region angelegt und vom Landkreis Stade betrieben. Im Sommer 2011 wurde der Ökogarten den beiden angrenzenden Schulen, dem Vincent-Lübeck-Gymnasium und den Berufsbildenden Schulen III Stade, zur gemeinsamen Nutzung übertragen.

## Schulschwerpunkte

### Musikzweig
Mit dem Musikzweig wird den Schülern eine musikalische Schwerpunktsetzung angeboten, in welchem ein besonderes Unterrichtsangebot im Fach Musik und die Teilnahme an den zahlreichen musikalischen Arbeitsgemeinschaften kombiniert werden.

### Bilingualer Unterricht
Schüler, die eine besondere Begabung im fremdsprachlichen Bereich haben, erhalten auf Wunsch den Geschichtsunterricht in englischer Sprache.

### Schule ohne Rassismus – Schule mit Courage
Seit dem Jahr 2010 ist das Vincent-Lübeck-Gymnasium Schule ohne Rassismus – Schule mit Courage. Im Vorfeld hat der Schülerrat zahlreiche Veranstaltungen organisiert, um Rechtsextremismus, Antisemitismus und Diskriminierung jedweder Form zu thematisieren. Pate ist der Journalist und Autor Hasnain Kazim.

## Förderverein
Das VLG erfreut sich der regelmäßigen Unterstützung durch den Förderverein des Vincent-Lübeck-Gymnasiums. Da die öffentlichen Mittel nicht ausreichen, bezuschusst er Sportgeräte, Musikinstrumente, technisches Gerät, die Schulbibliothek oder die Herausgabe des Jahrbuchs der Schule. Außerdem organisiert er das Ehemaligentreffen und das jährliche Fußball-Turnier.

## Partnerschulen
- Bergska skolan in Finspång (Schweden)
- Massey High School und Macleans College in Auckland (Neuseeland)
- Shokei Gakuin Junior High School in Sendai (Japan)
- Vägganskolan in Karlshamn (Schweden)
- Wheat Ridge High School in Wheat Ridge bei Denver (USA)

## Persönlichkeiten

### Schüler
- Karsten Behr (* 1964) wurde nach seiner Schulzeit CDU-Politiker und von 1994 bis 2008 Abgeordneter im Niedersächsischen Landtag.
- Jutta Bossard-Krull (1903–1996); Bildhauerin.
- Philipp Brammer, wurde Regisseur und Schauspieler
- Nevfel Cumart (* 1964) wurde nach seiner Schulzeit Journalist, Schriftsteller und literarischer Übersetzer.
- Linda Fröhlich-Todd (* 1979, geb. Fröhlich) wurde nach ihrer Schulzeit Basketballspielerin der deutschen Nationalmannschaft.
- Klaus-Jürgen Heitmann (* 1968), Vorstandsvorsitzender der HUK-Coburg Versicherungsgruppe.
- Hasnain Kazim (* 1974), Journalist und Autor, Südostasienkorrespondent des Nachrichtenmagazins Der Spiegel, Preisträger des CNN Journalist Award 2009.
- Dirk Reinhardt (* 1965), Mediziner, Direktor der Klinik für Kinderheilkunde III am UK Essen.
- Sabine Tegtmeyer-Dette (* 1961), unter anderem seit 2013 Erste Stadträtin und Wirtschafts- und Umweltdezernentin in Hannover.
- Serkan Tören (* 1972), FDP-Politiker und MdB von 2009 bis 2013.

### Lehrer
- Ernst Friedrich Wyneken (1840–1905), evangelischer Theologe, Pädagoge, Schriftsteller, Philosoph und Sozialpolitiker, Direktor der Höheren Töchterschule bis 1883
- Gerhard Grimpe (1928–1985) war Musikpädagoge, Komponist und von 1974 bis 1985 Musiklehrer am VLG.
- Klaus Piller (1939–2012), Historiker, Lehrer und von 1990 bis 2002 Schulleiter des VLG.[1]